# Arteezy
Арту́р Баба́єв (1 липня 1996) — канадський професійний гравець у Dota 2, відомий під ніком Arteezy. Грає за команду «Evil Geniuses».  Він вважається одним з найсильніших гравців на позиції Carry. Станом на липень 2018, він є тридцять другим найбільш високооплачуваним кіберспортивним гравцем, заробивши в цілому $1.294.867 за 80 турнірів.

## Біографія

### 2013
Розпочав свою кар'єру 22 листопада, коли замінив гравця bOne7, який не зміг виступити, через проблеми з візою, граючи за команду Speed Gaming (Kaipi) на турнірі MLG Columbus. Він вправно боровся з добре зарекомендованими гравцями позиції solo-mid, включаючи Dendi, і дійшов разом зі своєю командою-аутсайдером до фіналу проти Team DK.

### 2014
31 січня Артур, разом з ветеранами Dota 2 UNiVeRsE і Fear, а також колишні гравці Heroes of Newerth PPD і zai, створили команду SADBOYS, яка мала безпосередній успіх. Команда виграла 16 з своїх перших 18 матчів, включаючи виграш турніру Electronic Sports Prime/Shock Therapy Cup, де вони пройшли весь турнір без поразок. 21 лютого було оголошено що команда стає новим складом Evil Geniuses по Dota 2.
7 березня нові Evil Geniuses поїхали на їх перший LAN-турнір — Monster Energy Invitational, де вони виграли 3:2 проти Cloud9 в фіналі. Завдяки цій перемозі команда утвердила свою репутацію як один з найкращих Dota 2 колективів у світі, в більшій ступені завдяки індивідуальній майстерності Arteezy.
29 квітня Evil Geniuses отримали пряме запрошення для участі у The International 2014. Вони зайняли топ-3 місце на чотирьох LAN-турнірах, перед TI4, в тому числі перше місце на The Summit 1, вигравши в команди DK. На TI4 Їхній виступ не був настільки успішним, як у китайських команд, через їхній більш агресивний стиль гри, тож вони зайняли третє місце, вигравши  $1.038.416 USD.

### 2015
Після деяких проблем із командою, Артур покинув EG та приєднався до Team Secret у грудні 2014. Разом в Артуром на позиції Carry, Team Secret грали на The Summit 3, Mars Dota League 2015 та ESL One Frankfurt 2015 і здобули перше місце на ньому, показавши себе фаворитами The International 2015, але там Team Secret завершили виступ на місці 7—8.
Через невдалі результати у серпні Артур повернувся до Evil Geniuses на роль Carry, а SumaiL продовжив грати Solo-Mid. Цей новий склад Evil Geniuses здобув третє місце на Frankfurt Major 2015, де вони програли переможцям турніру — OG.

### 2016
EG знову фінішували третіми на Shanghai Major 2016 і другими на Dota Pit Season 4. 22 березня Arteezy та UNiVeRsE залишили команду, щоб приєднатися до команди Team Secret.

## Досягнення

### Team Secret
- The International 2014
- Dota 2 Asia Championships
- 7—8 місце — The International 2015

### Evil Geniuses
- Frankfurt Major 2015
- Shanghai Major 2016